# Ranburne (Alabama)
Ranburne est une ville du comté de Cleburne, en Alabama, aux États-Unis,. Elle est située au sud-est du comté, à proximité de la limite de l’État de la Géorgie.
La ville actuelle de Ranburne est située sur le site de la plus ancienne colonie du comté de Cleburne, datant d'environ 1814. Le territoire qui englobe Ranburne se trouve à l'intérieur de l'ancien territoire des Cherokees jusqu' à ce qu'ils en soient chassés par le gouvernement américain dans les années 1830. Au cours de cette première période, la ville s'appelait Lost Creek, à la suite de la disparition d'un jeune garçon à proximité de la rivière :  il n' a jamais été retrouvé.
En 1894, la ville est renommée Ranburne, une combinaison entre les noms des comtés de Randolph et de Cleburne. La communauté ouvre un bureau postal, en 1899, qui est rapidement fermé pour rouvrir en 1931. Ranburne est incorporée en 1957.

## Démographie
| 1960 | 1970 | 1980 | 1990 | 2000 | 2010 |
| ---- | ---- | ---- | ---- | ---- | ---- |
| 317  | 371  | 417  | 447  | 459  | 409  |

## Source de la traduction
- (en) Cet article est partiellement ou en totalité issu de l’article de Wikipédia en anglais intitulé « Ranburne, Alabama » (voir la liste des auteurs).